# Émile Boisseau
Pour les articles homonymes, voir Boisseau (homonymie).
Émile André Boisseau, né à Varzy le 29 mars 1842 et mort à Paris, 15e, le 17 février 1923, est un sculpteur français.

## Biographie

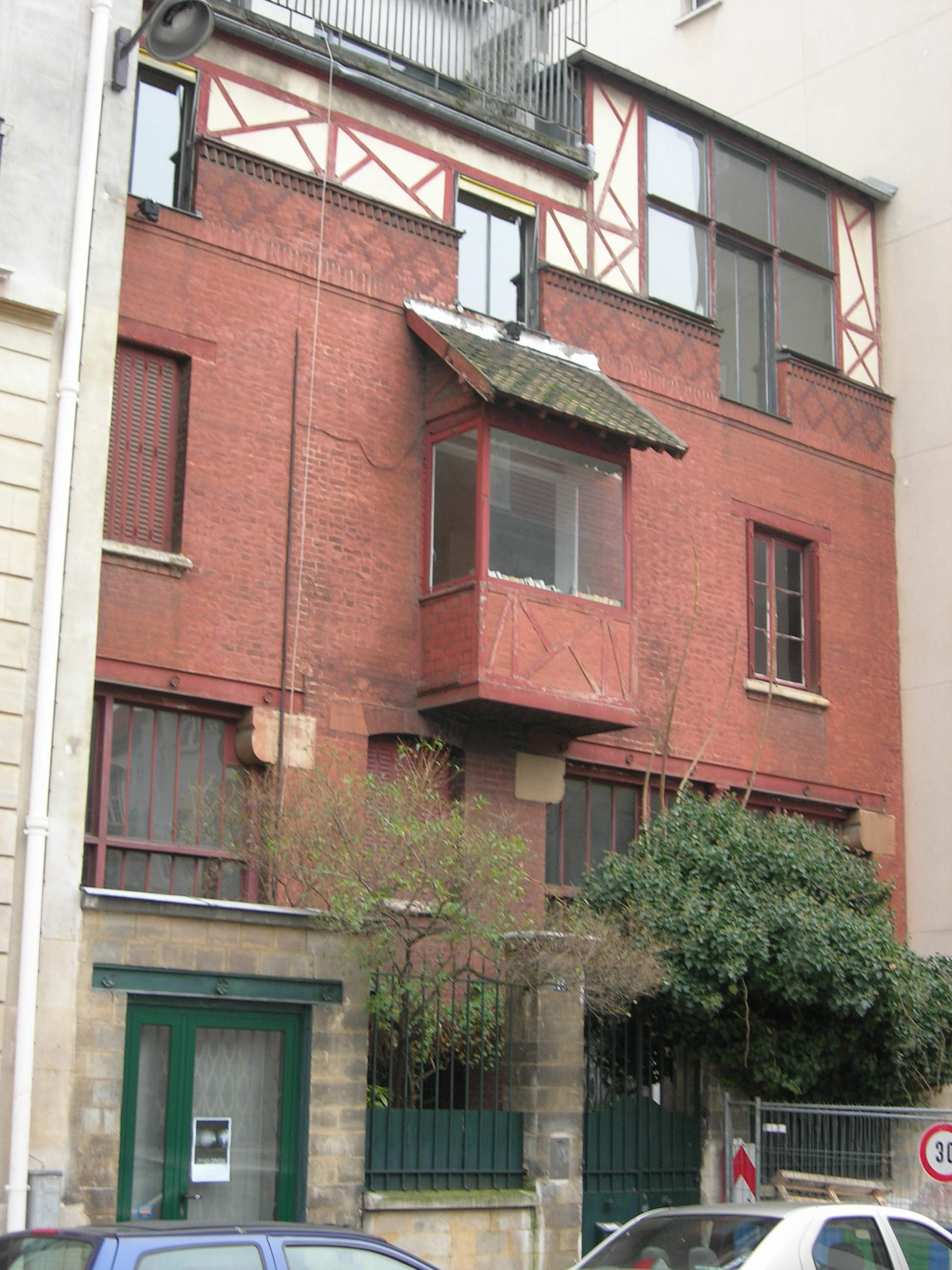
Domicile d'Émile Boisseau, 16, rue des Volontaires à Paris.

Émile André Boisseau, qui n'utilise que son premier prénom de manière usuelle, naît à Varzy, dans la Nièvre, et étudie au collège de cette ville. Il quitte la localité en 1857 et travaille à Bourges, sous la direction d'un sculpteur, à la restauration des édifices diocésains. Il entre ensuite à l'École des beaux-arts de Paris où il reçoit l'enseignement d'Auguste Dumont puis de Jean-Marie Bonnassieux.
En 1868, Émile Boisseau débute au Salon parisien et, en 1869, il y présente sa première statue, celle de Dupin, procureur général à la Cour de cassation. Cette œuvre en bronze est installée la même année sur la place du Marché à Varzy. Aux Salons suivants, Boisseau expose des bustes de personnages contemporains et des œuvres au style néoclassique ou néo-baroque. Il travaille aussi pour des hôtels particuliers parisiens et produit des statuettes ou des sujets de pendules édités en bronze par des fondeurs d'art. Il réalise en 1874 une statue de Figaro, pour la façade de l'immeuble du journal éponyme, rue Drouot à Paris. En 1882, il sculpte une statue de Beaumarchais pour la façade de l'hôtel de ville de Paris. Une version en marbre de sa Défense du foyer de 1884 est acquise par la Ville de Paris qui l'érige dans le square du Champ-de-Mars.
Émile Boisseau donne plusieurs de ses œuvres au musée Auguste-Grasset à Varzy. En 1888, il est nommé directeur du musée de Clamecy, autre ville nivernaise. Il offre plusieurs de ses sculptures à l'établissement. 
Il est l’un des contributeurs de la Revue du Nivernais, fondée par le poète Achille Millien en 1896.
En 1898, il s'installe au 16, rue des Volontaires, à Montparnasse, où se trouve son atelier. En 1903, il reçoit la commande du monument à l'écrivain Claude Tillier qui est inauguré en 1905 à Clamecy. La même année, Émile Boisseau publie une histoire de Varzy.
Il conçoit en 1918 un projet pour le monument aux morts de Gournay-sur-Marne. Il réalise le Monument aux enfants de Varzy morts pour la France, qui est inauguré dans le cimetière de la localité en 1921. 
Vice-président de la Société des artistes français, président du syndicat de la propriété artistique, officier de la Légion d'honneur depuis 1900, Émile Boisseau meurt le 17 février 1923 dans son hôtel parisien du 16, rue des Volontaires. Il est inhumé dans sa ville natale, à Varzy.

## Œuvres dans les collections publiques
Algérie

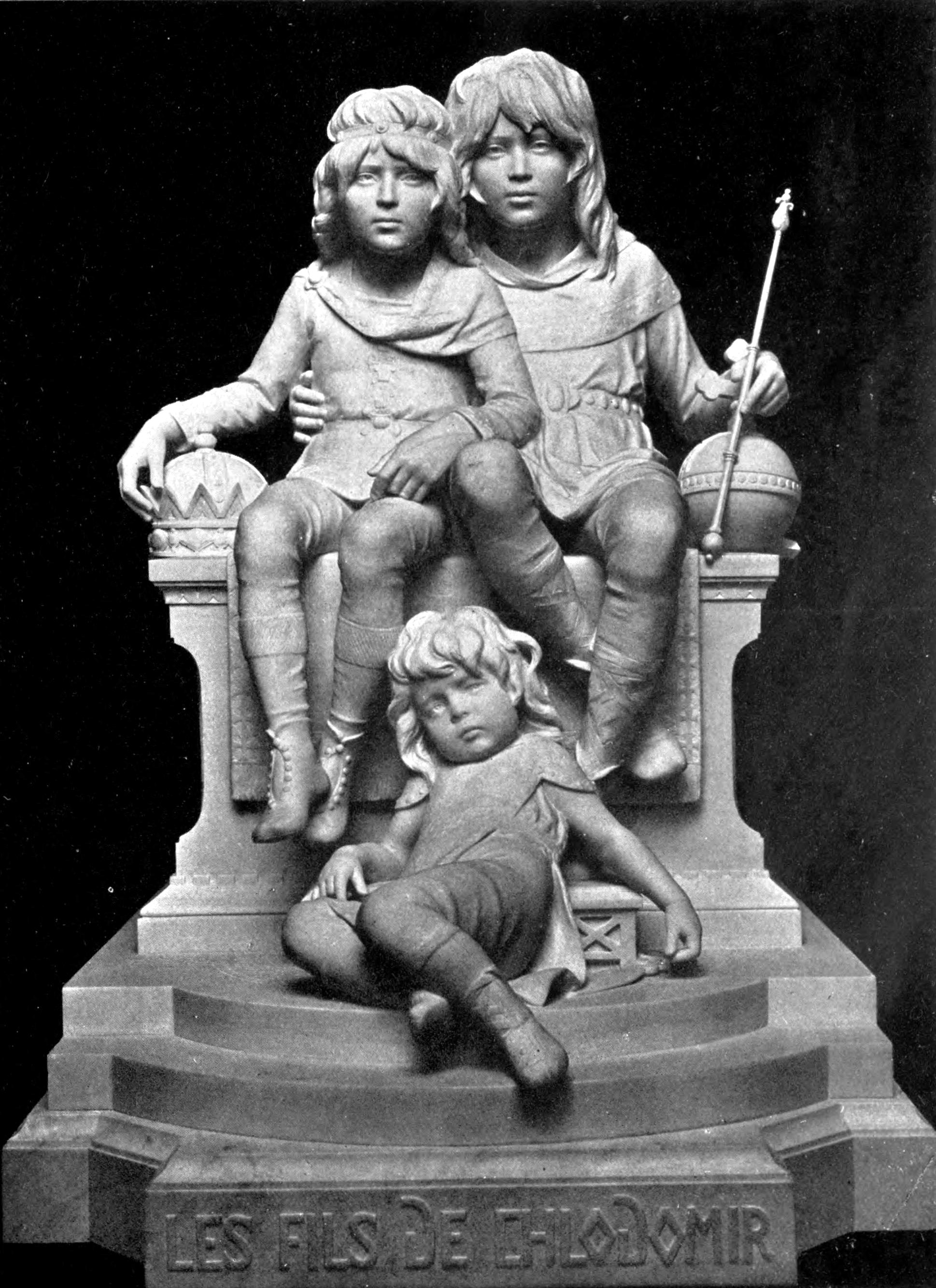
Les Fils de Chlodomir (1899), château de Châteaubriant.

- Skikda, square Amar Guennoun : Diogène brisant son écuelle à la vue d'un enfant buvant dans sa main, 1897-1899, marbre[6]. Une copie de cette statue se trouve également à Rio de Janeiro.

France
- Aurillac, musée d'art et d'archéologie : La Fille de Celuta pleurant sur son enfant mort, 1871, groupe en marbre.
- Châteaubriant, château de Châteaubriant, parc : Les Fils de Chlodomir, 1899, groupe en marbre[7],[8].
- Clamecy :
  - rue du Grand Marché : Monument à Claude Tillier, 1905.
  - musée d'Art et d'Histoire Romain Rolland : plusieurs bustes et statues.
- Elbeuf, musée d'Elbeuf : Ense et aratro, vers 1880, bronze.
- Nevers, musée de la Faïence et des Beaux-Arts : Diogène brisant son écuelle à la vue d'un enfant buvant dans sa main, 1897, plâtre.
- Paris :
  - cimetière de Montmartre : L'Acteur Davrigny, 1911.
  - cimetière du Père-Lachaise : Monument Rossignol, 1892.
  - hôtel de ville, façade : Beaumarchais, 1882.
  - musée d'Orsay : Crépuscule, 1883, marbre.
  - musée du Louvre : Statue de vieillard assis à terre et tenant une tasse brisée [Diogène brisant son écuelle à la vue d'un enfant buvant dans sa main], dessin.
  - rue Drouot, no 26, façade de l'hôtel du journal Le Figaro : Figaro, 1874, bronze, œuvre déplacée au siège actuel du Figaro.
  - square d'Ajaccio : La Défense du foyer, 1884[9], groupe en marbre.
- Rennes, musée des Beaux-Arts : Le Génie du mal, marbre.
- Varzy :
  - cimetière : Monument aux enfants de Varzy morts pour la France, 1921.
  - musée Auguste-Grasset : plusieurs bustes et statues.
  - place du Marché : Monument à André Dupin, statue en bronze inaugurée le 29 août 1869.

Royaume-Uni
- Glasgow, musée[Lequel ?] : Les Fils de Chlodomir, 1899[8].

Œuvres d'Émile Boisseau
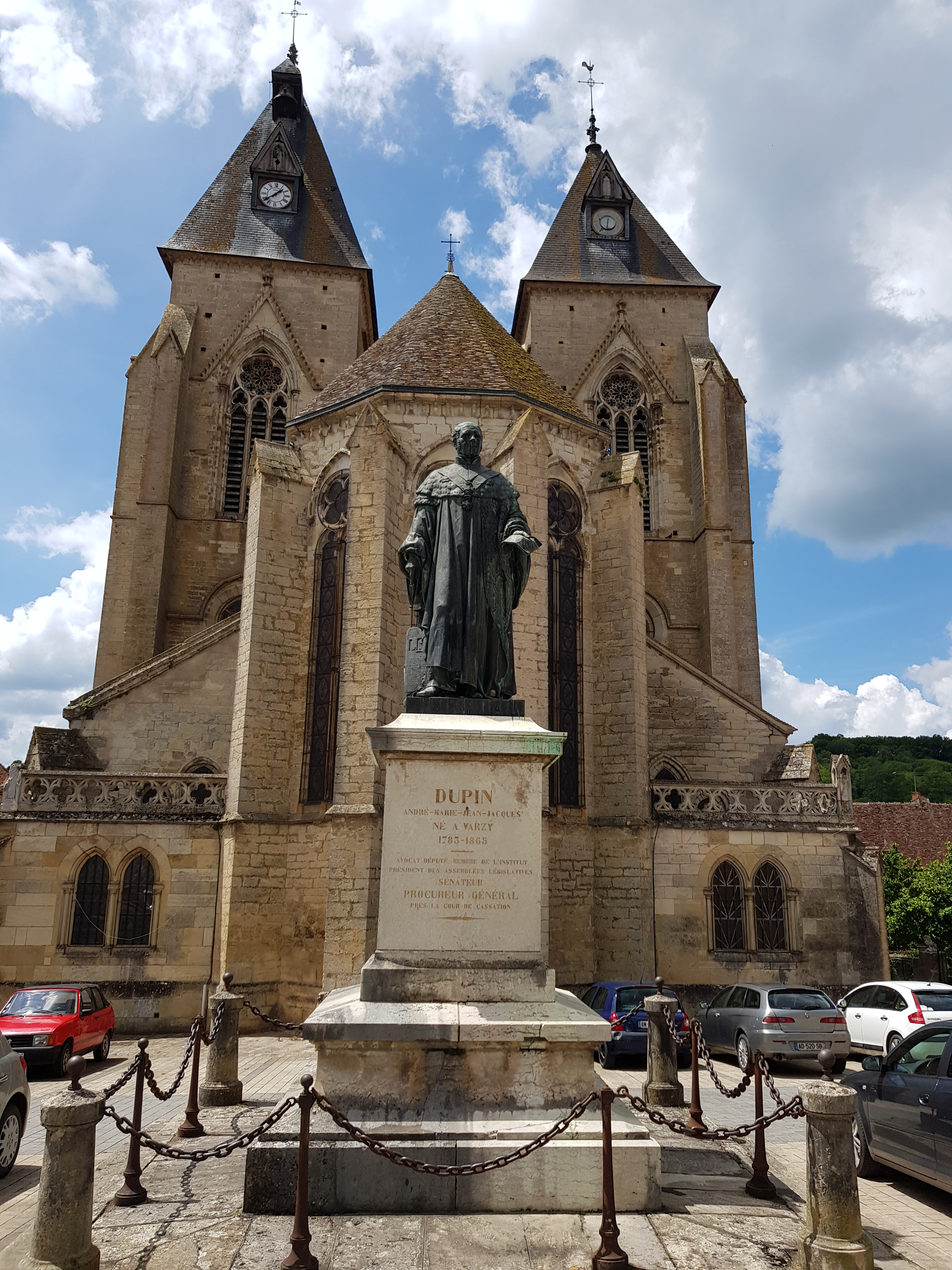
Monument à André Dupin (1869), Varzy, place du Marché.
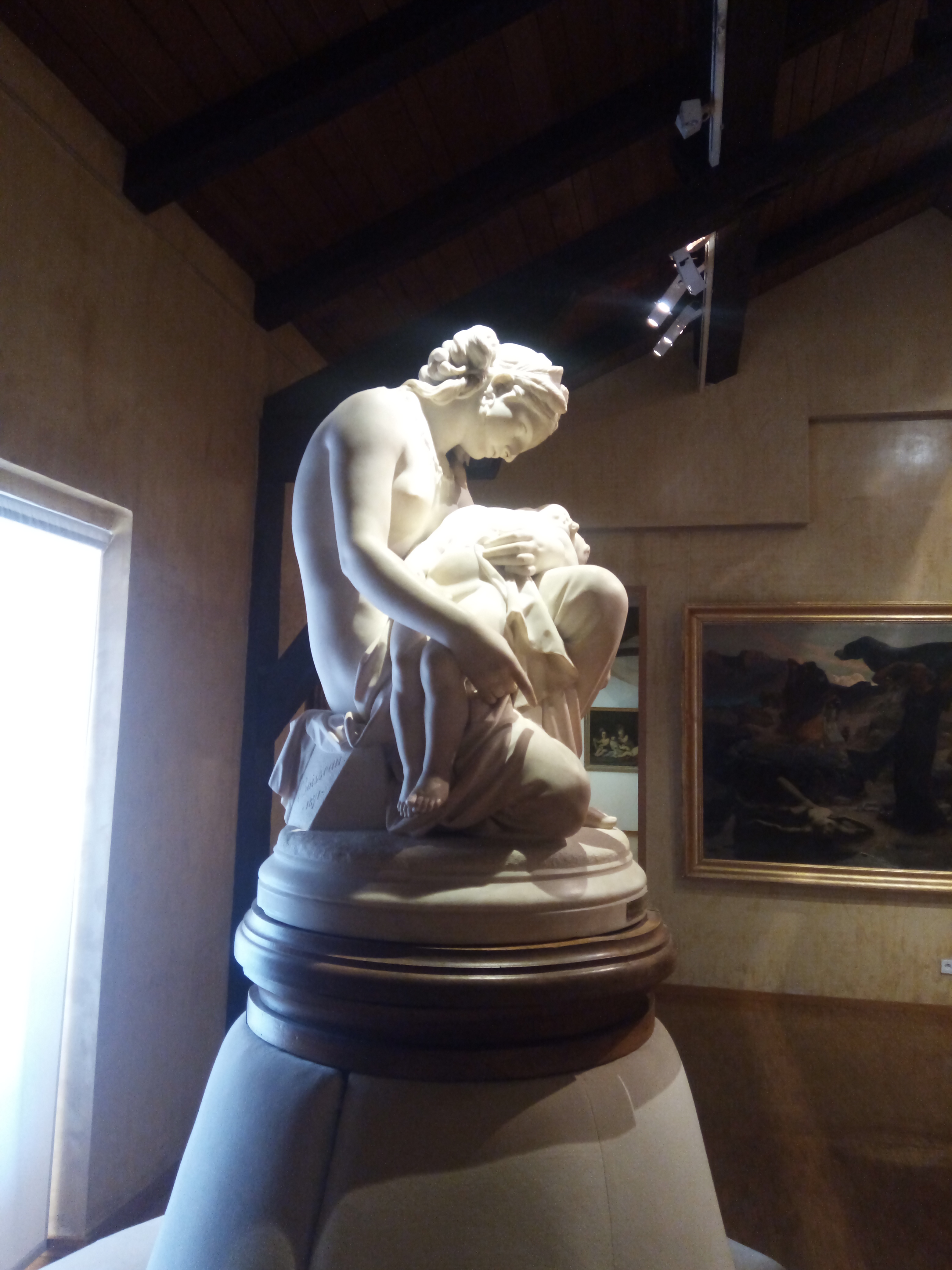
La Fille de Celuta pleurant sur son enfant mort (1871), musée d'art et d'archéologie d'Aurillac.
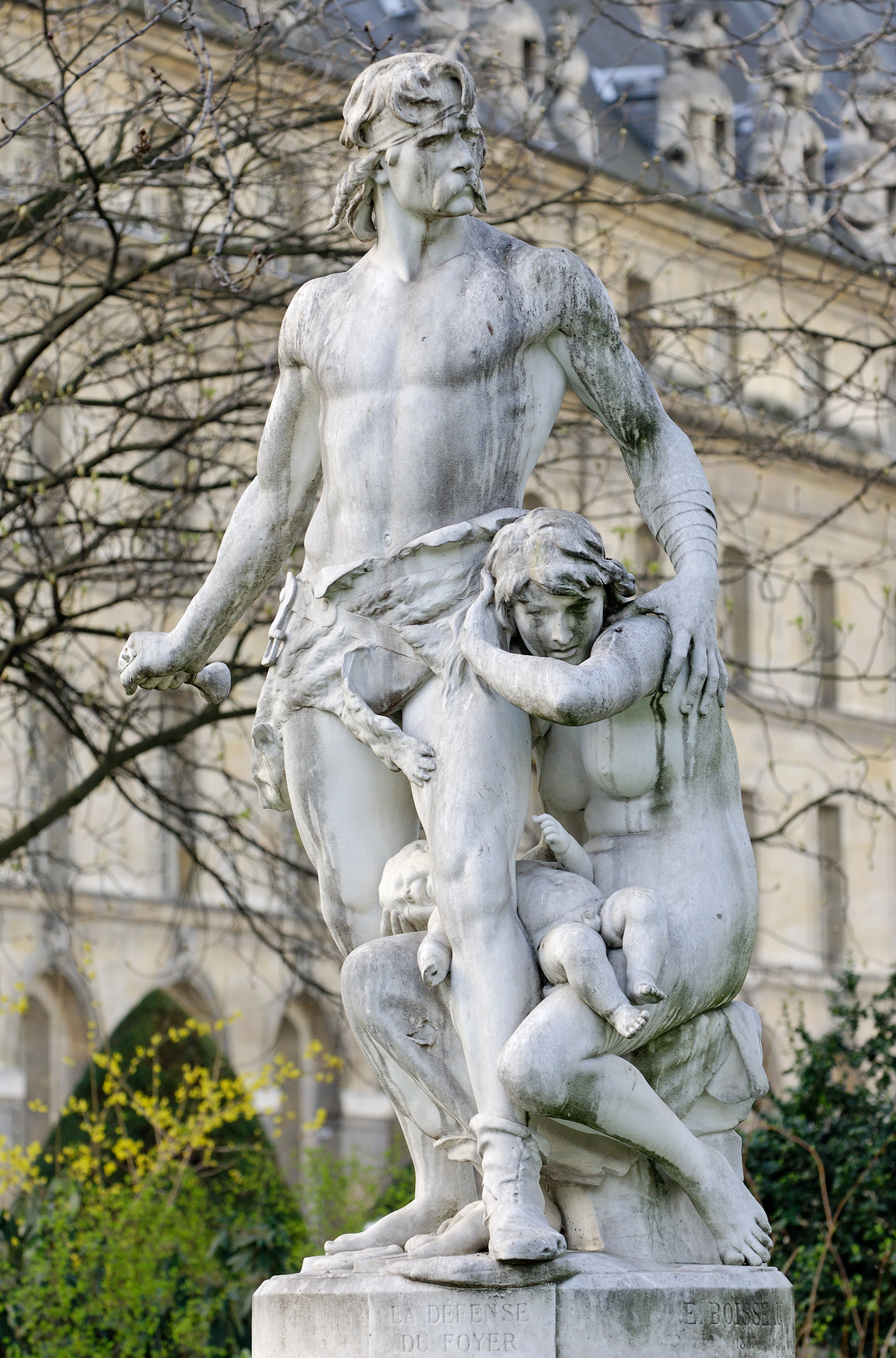
La Défense du foyer (1884), marbre, Paris, square d'Ajaccio.
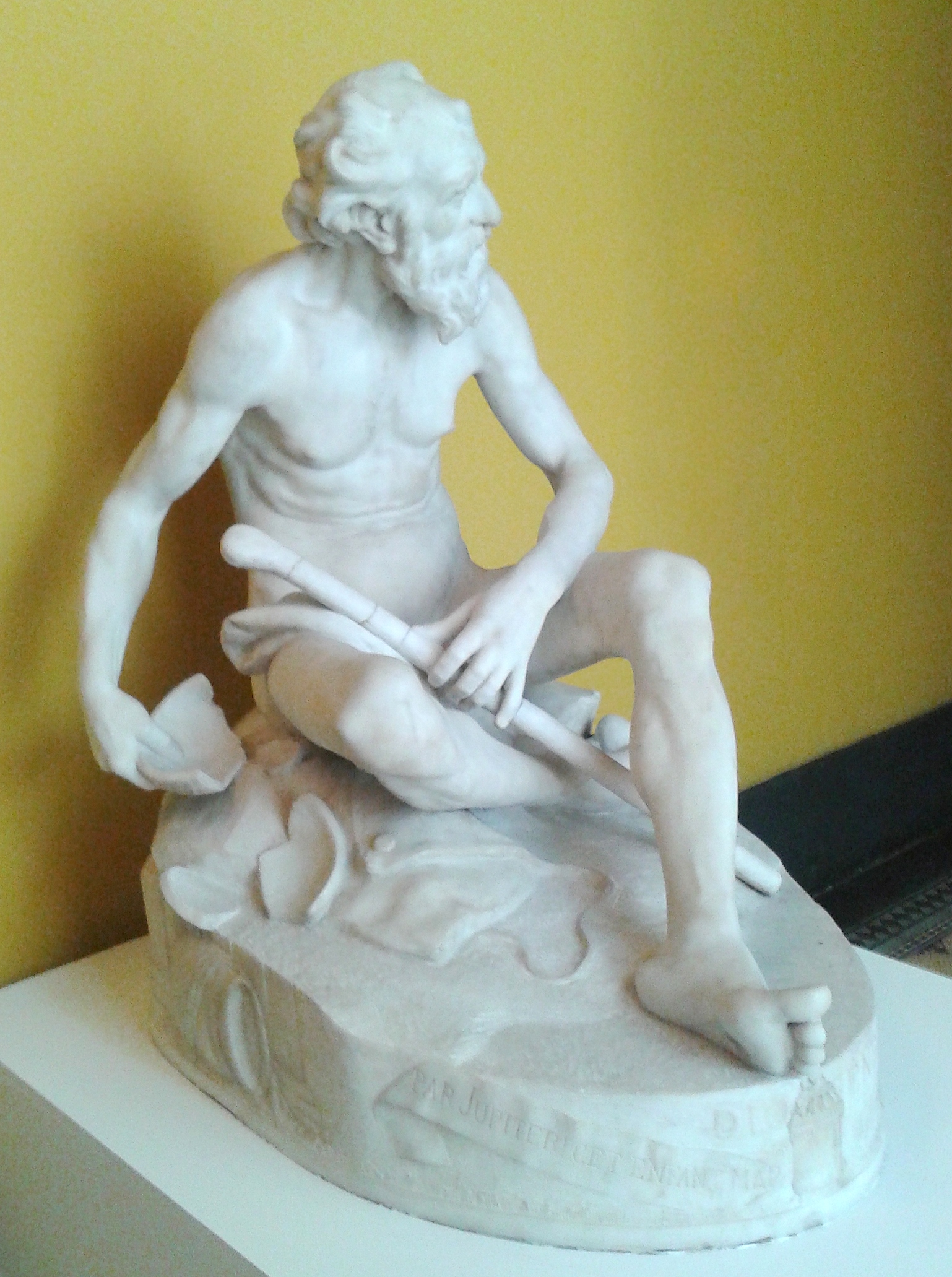
Diogène, Rio de Janeiro, musée national des Beaux-Arts.

## Publication
- Émile Boisseau, Varzy Nièvre Son histoire, ses monuments ses célébrités, Paris, Société anonyme de l'imprimerie Kugelmann, 1905, 175 p.

## Distinction
- Officier de la Légion d'honneur le 16 août 1900[10].

## Hommages
Il existe une rue Émile-Boisseau à Varzy, Nièvre, et une à Gournay-sur-Marne, en Seine-Saint-Denis.